# Pentanonidy
Pentanonidy jsou organické sloučeniny, cyklické ketaly diolů s pentan-3-onem. V rámci léčiv se pentanonidové skupiny vyskytují v amcinafalu (triamcinolonpentanonidu).